# 합 규칙
미적분학에서 합 규칙(合規則, 영어: sum rule)은 미분이 함수의 덧셈을 보존한다는 법칙이다.

## 정의
두 함수 {\displaystyle f,g\colon I\to \mathbb {R} }가 {\displaystyle x_{0}\in I\subseteq \mathbb {R} }에서 미분 가능하다고 하자. 그렇다면, {\displaystyle f+g} 역시 {\displaystyle x_{0}}에서 미분 가능하며, 그 미분은 다음과 같다.
{\displaystyle (f+g)'(x_{0})=f'(x_{0})+g'(x_{0})}
라이프니츠 표기법을 사용하면 다음과 같다.
{\displaystyle {\frac {d}{dx}}(f+g)(x_{0})={\frac {df}{dx}}(x_{0})+{\frac {dg}{dx}}(x_{0})}
보다 일반적으로, 유한 개의 함수 {\displaystyle f_{1},f_{2},\dots ,f_{n}\colon I\mathbb {R} }에 대한 합 규칙은 다음과 같다.
{\displaystyle (f_{1}+f_{2}+\cdots +f_{n})'(x_{0})=f_{1}'(x_{0})+f_{2}'(x_{0})+\cdots +f_{n}'(x_{0})}
라이프니츠 표기법을 사용하면 다음과 같다.
{\displaystyle {\frac {d}{dx}}(f_{1}+f_{2}+\cdots +f_{n})(x_{0})={\frac {df_{1}}{dx}}(x_{0})+{\frac {df_{2}}{dx}}(x_{0})+\cdots +{\frac {df_{n}}{dx}}(x_{0})}

## 증명
h(x) = f(x) + g(x)이고 f와 g가 각각 x에서 미분 가능하다고 하자. 미분의 정의와 극한의 성질을 이용하면 h가 x에서 미분 가능하고 h′(x) = f′(x) + g′(x)라는 것을 다음과 같이 증명할 수 있다.
{\displaystyle {\begin{aligned}h'(x)&=\lim _{\Delta x\to 0}{\frac {h(x+\Delta x)-h(x)}{\Delta x}}\\&=\lim _{\Delta x\to 0}{\frac {[f(x+\Delta x)+g(x+\Delta x)]-[f(x)+g(x)]}{\Delta x}}\\&=\lim _{\Delta x\to 0}{\frac {f(x+\Delta x)-f(x)+g(x+\Delta x)-g(x)}{\Delta x}}\\&=\lim _{\Delta x\to 0}{\frac {f(x+\Delta x)-f(x)}{\Delta x}}+\lim _{\Delta x\to 0}{\frac {g(x+\Delta x)-g(x)}{\Delta x}}\\&=f'(x)+g'(x).\end{aligned}}}